# Hogslaby

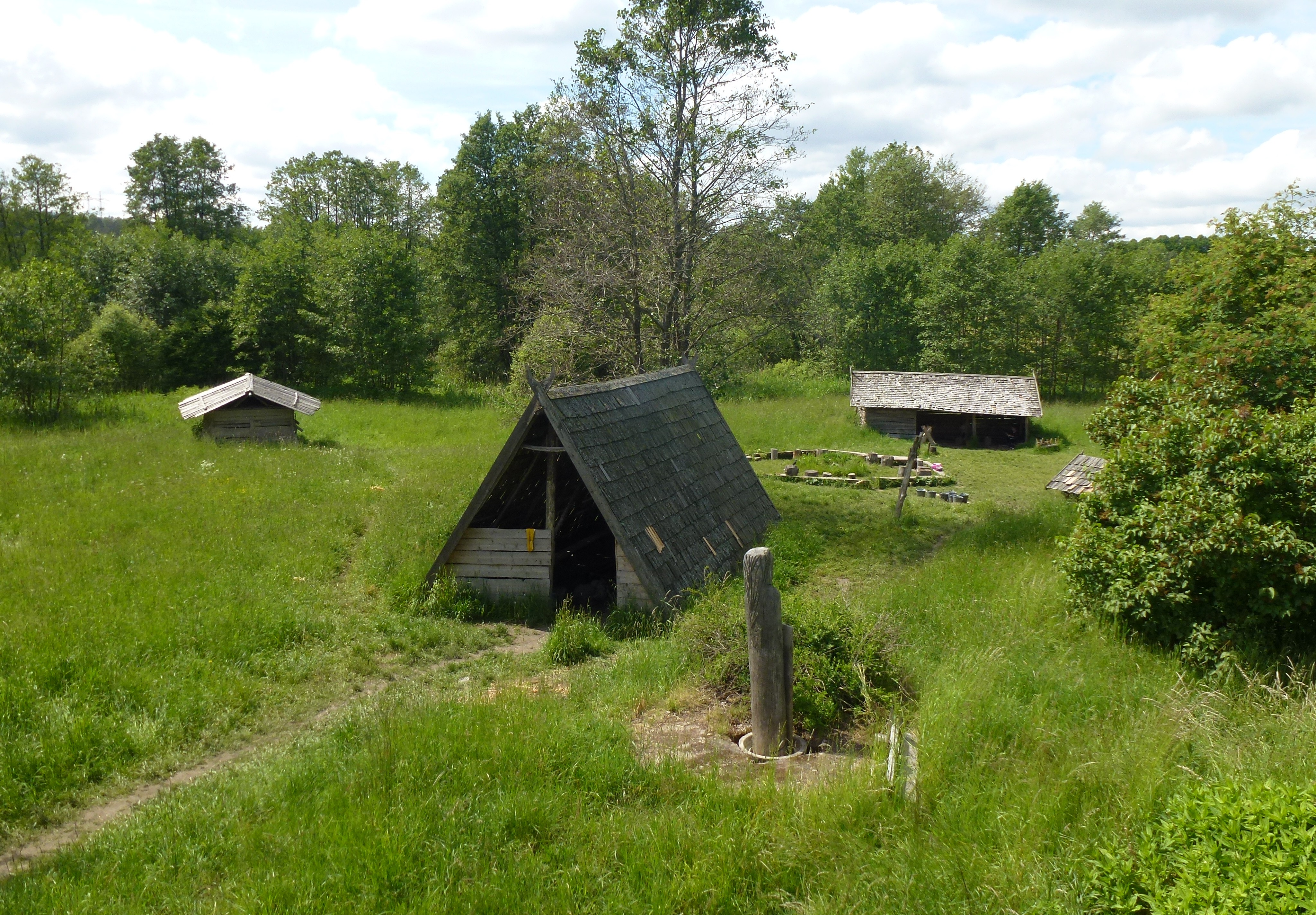
Järnåldersbyn "Hogslaby" i juni 2012.

Hogslaby är rekonstruktionen av en järnåldersby belägen i anslutning till Hågelby gård i Botkyrka kommun, Stockholms län. Namnet härrör från det forntida Hogslaby (idag Hågelby) där området är rikt på kulturhistoriska lämningar och fornminnen. Här bedriver kommunen en lägerskola. 
År 2022:
Hogslaby är verksam och växer, nya hus byggs och alla barn i kommunen kommer fortfarande hit för en dag i järnåldern. De lagar mat och smider i smedjan m.m. 
Vissa helger under säsongen har hogslaby också öppet hus. Kolla på botkyrkas hemsida för mer information och datum när dessa dagar är samt vilka tider som gäller då det kan variera men oftast är det mellan 12 och 15 med en guidad tur till skrävsta gamla bytomt kl 14. De brukar vara väldigt uppskattat.

## Beskrivning
Järnåldersbyn består av sex mindre tidstypiska träbyggnader intill sjön Aspens strand strax väster om Hågelby gård. Botkyrka kommun anordnar här undervisningsverksamhet som vänder sig i första hand till elever i årskurs 3 och 4. Under april, maj, del av juni och september kan anmälda skolklasser vara med på en eller två dagars lägerskola. Då får eleverna känna hur det kunde vara att leva på järnåldern. 
Under handledning av forntidspedagoger får eleverna prova olika historiska vardagstekniker. Bland annat lagas mat, bakas bröd och samlas ätliga växter. Eleverna tovar fårull som spinns till garn och färgas med växter. Kärl och smycken formas av lera och bränns på järnåldersvis och i en smedjan arbetas det med järn. Varje år anordnas även flera "öppet hus" för allmänheten. Då kan man prova på olika hantverk som smide och smyckestillverkning.

## Bilder
Undervisningsverksamhet i juni 2012.

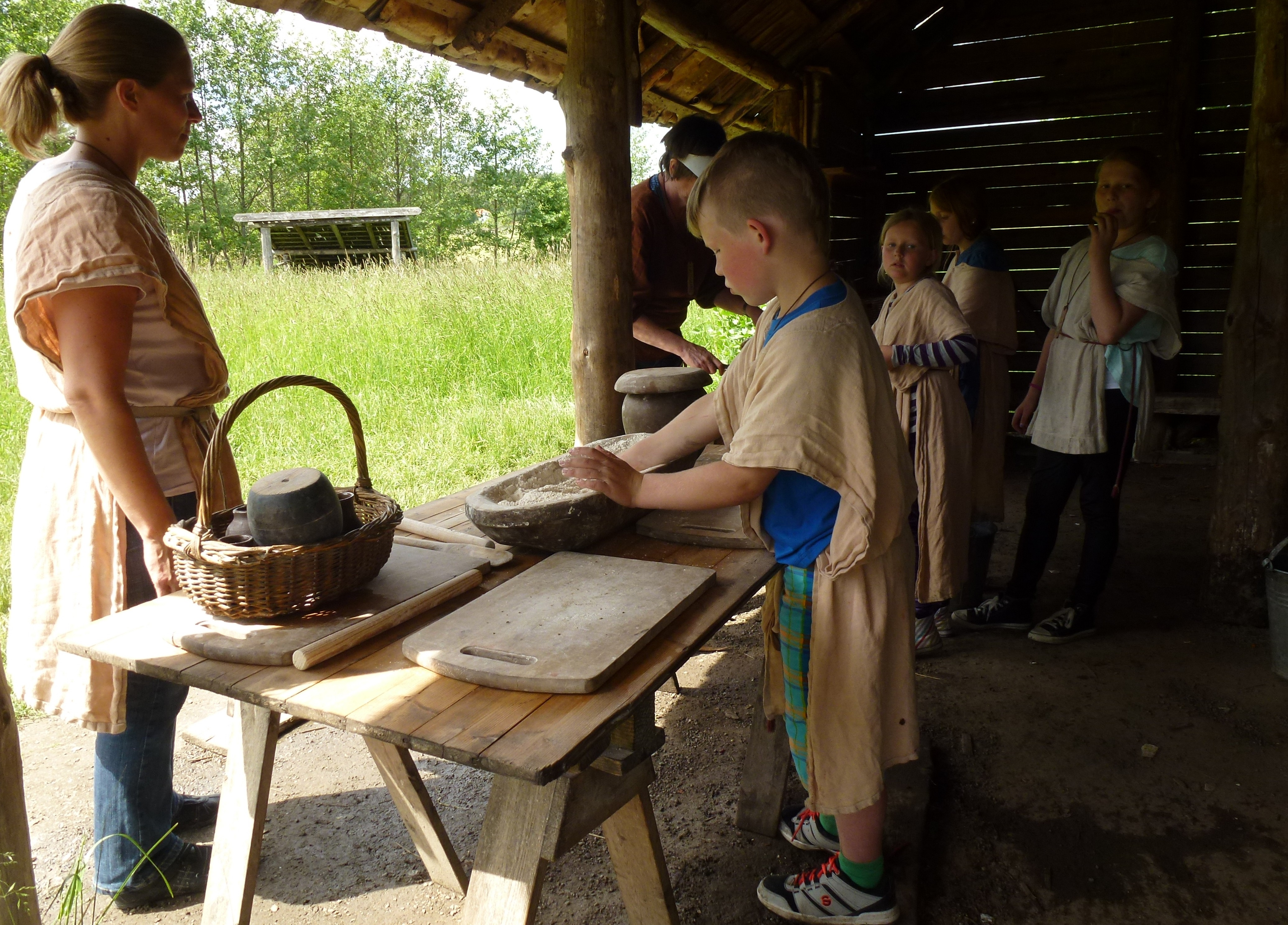
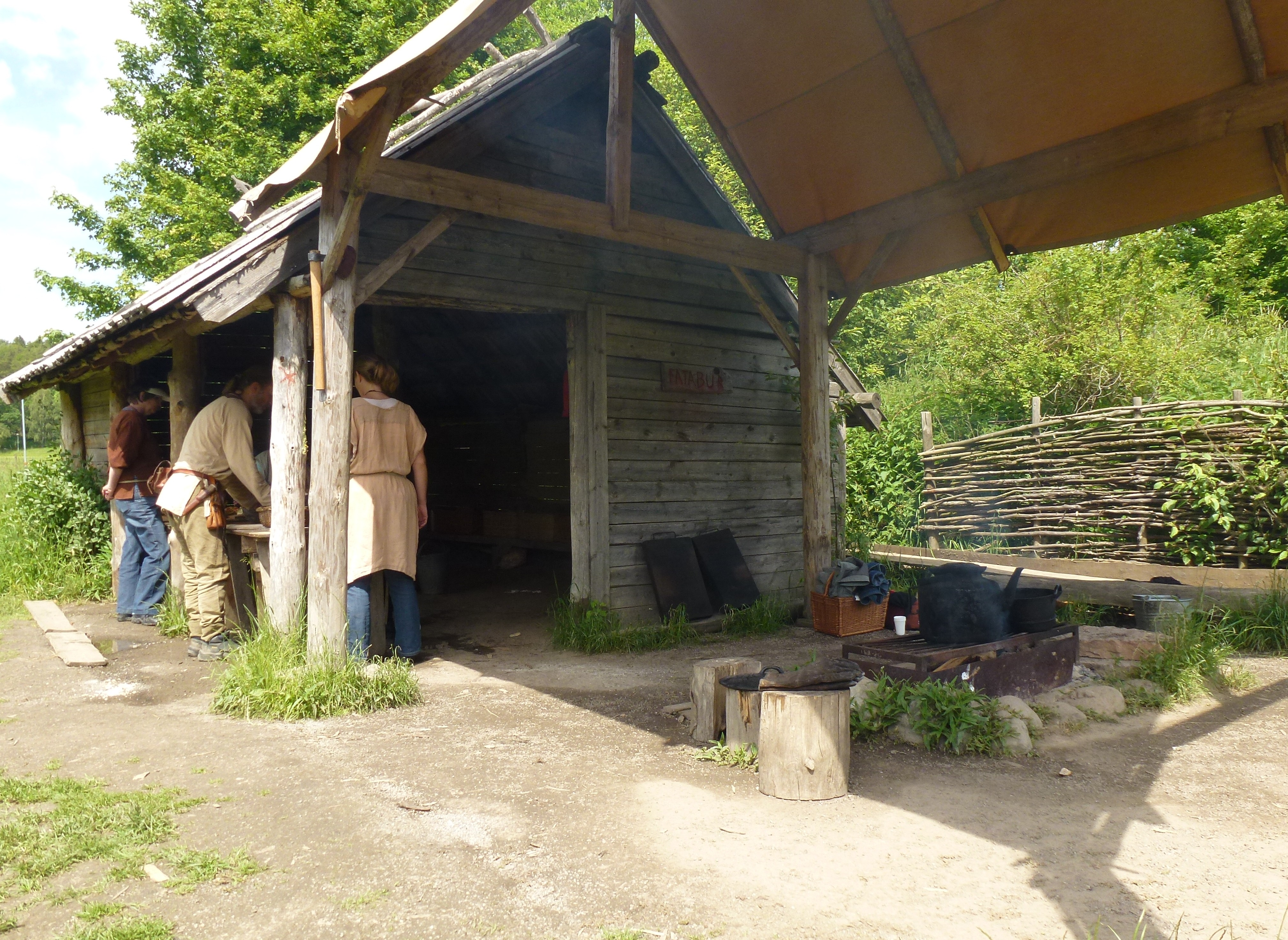
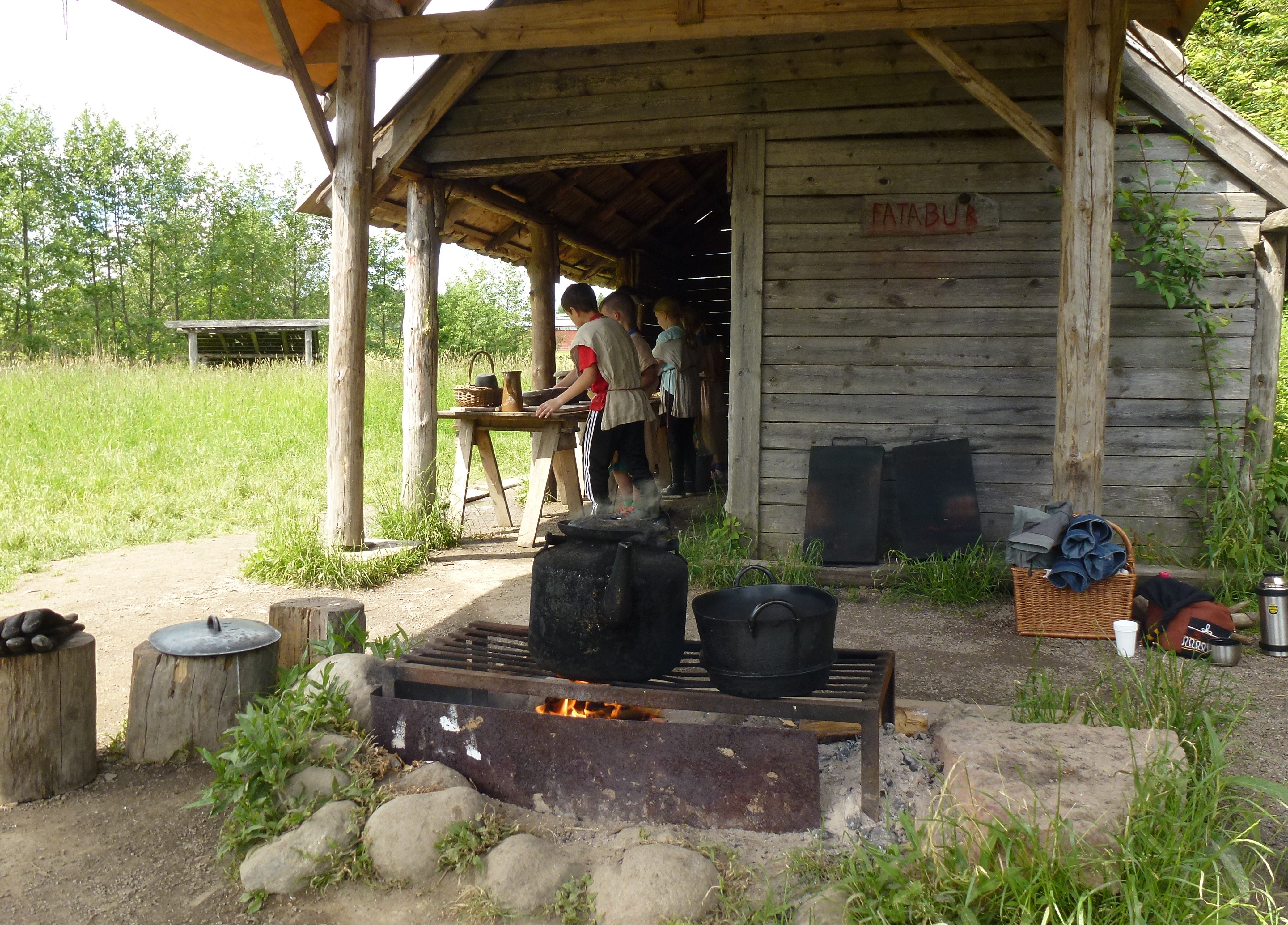
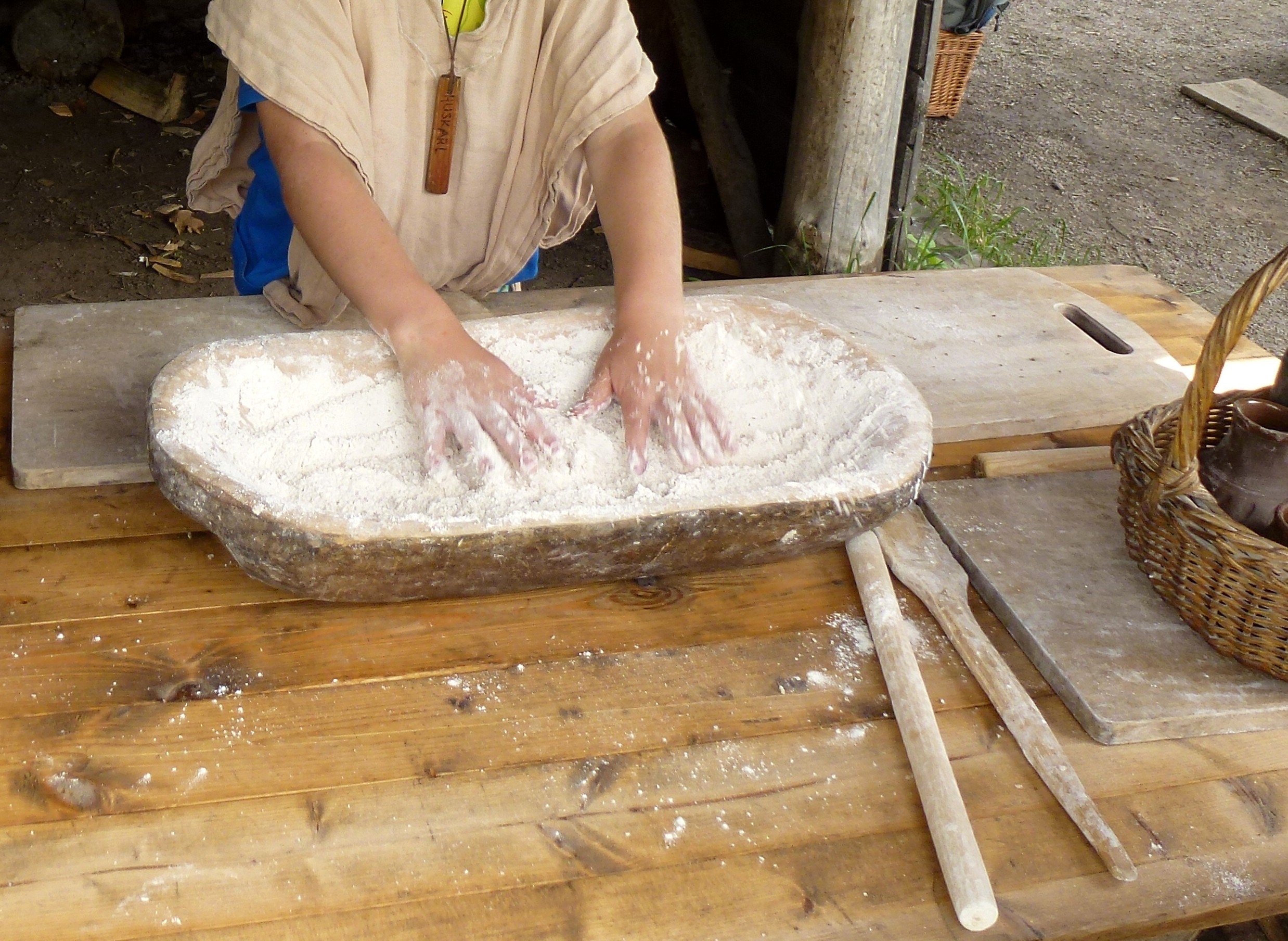